# Chucky Brown
Clarence "Chucky" Brown  (Nueva York, 29 de febrero de 1968) es un exjugador y entrenador de baloncesto estadounidense que disputó 13 temporadas en la NBA. Con 2,01 de estatura, jugaba en la posición de ala-pívot.

## Trayectoria

### Universidad
Jugó en la Universidad de North Carolina State, teniendo como compañeros a Chris Corchiani, Vinny Del Negro, Rodney Monroe, Charles Shackleford, Brian Howard, Avie Lester y Tom Gugliotta, siendo su entrenador Jim Valvano. Promedió 10,6 puntos y 5,3 rebotes por partido durante los 4 años que jugó en la NCAA.

### Profesional
Es elegido en la segunda ronda con el puesto 43 en el  Draft de la NBA de 1989 por Cleveland Cavaliers. 
Su carrera deportiva transcurriría casi en su totalidad en la NBA, excepto alguna breve experiencia en Italia y en la CBA. No consiguió estar durante más de dos temporada en el mismo equipo en la NBA, jugando en 12 equipos distintos (récord compartido con Jimmy Jackson, Tony Massenburg, y Joe Smith y superado por Ish Smith en la temporada 2022-23). En total en su carrera NBA computó un total de 694 partidos, con unos promedios de 6 puntos y 3 rebotes por partido.

### Entrenador
[actualizar]

## Estadísticas de su carrera en la NBA

### Temporada regular
| Año     | Equipo       | PJ  | PT  | MPP  | %TC   | %3P  | %TL   | RPP | APP | ROB | TPP | PPP |
| ------- | ------------ | --- | --- | ---- | ----- | ---- | ----- | --- | --- | --- | --- | --- |
| 1989–90 | Cleveland    | 75  | 35  | 17.9 | .470  | .000 | .762  | 3.1 | .7  | .4  | .3  | 7.3 |
| 1990–91 | Cleveland    | 74  | 51  | 20.1 | .524  | .000 | .701  | 2.9 | 1.1 | .4  | .3  | 8.5 |
| 1991–92 | Cleveland    | 6   | 0   | 8.3  | .500  | .000 | .625  | 1.0 | .5  | .5  | .0  | 2.5 |
| 1991–92 | Los Angeles  | 36  | 2   | 10.6 | .466  | .000 | .610  | 2.1 | .6  | .3  | .2  | 3.8 |
| 1992–93 | New Jersey   | 77  | 20  | 15.4 | .483  | .000 | .724  | 3.0 | .7  | .3  | .3  | 5.1 |
| 1993–94 | Dallas       | 1   | 0   | 10.0 | 1.000 | .000 | 1.000 | 1.0 | .0  | .0  | .0  | 3.0 |
| 1994–95 | Houston      | 41  | 14  | 19.9 | .603  | .333 | .613  | 4.6 | .7  | .3  | .3  | 6.1 |
| 1995–96 | Houston      | 82  | 82  | 24.6 | .541  | .125 | .693  | 5.4 | 1.1 | .6  | .5  | 8.6 |
| 1996–97 | Phoenix      | 10  | 0   | 8.3  | .500  | .000 | .727  | 1.6 | .4  | .0  | .2  | 3.4 |
| 1996–97 | Milwaukee    | 60  | 1   | 11.2 | .508  | .167 | .661  | 2.2 | .4  | .2  | .3  | 2.8 |
| 1997–98 | Atlanta      | 77  | 8   | 15.6 | .433  | .250 | .724  | 2.4 | .7  | .3  | .2  | 5.0 |
| 1998–99 | Charlotte    | 48  | 21  | 24.8 | .472  | .375 | .678  | 3.6 | 1.2 | .3  | .4  | 8.5 |
| 1999–00 | San Antonio  | 30  | 27  | 20.1 | .466  | .333 | .806  | 2.6 | 1.4 | .3  | .3  | 6.3 |
| 1999–00 | Charlotte    | 33  | 2   | 15.0 | .434  | .143 | .524  | 2.7 | .8  | .4  | .2  | 4.4 |
| 2000–01 | Golden State | 6   | 0   | 12.3 | .450  | .000 | .600  | 3.0 | .8  | .5  | .2  | 4.0 |
| 2000–01 | Cleveland    | 20  | 2   | 13.3 | .413  | .000 | .667  | 1.8 | .3  | .3  | .3  | 3.9 |
| 2001–02 | Sacramento   | 18  | 0   | 5.1  | .370  | .000 | .500  | 1.8 | .3  | .1  | .2  | 1.2 |
| Total   | Total        | 694 | 265 | 17.2 | .491  | .227 | .699  | 3.1 | .8  | .3  | .3  | 5.9 |

### Playoffs
| Año   | Equipo      | PJ | PT | MPP  | %TC  | %3P  | %TL  | RPP | APP | ROB | TPP | PPP |
| ----- | ----------- | -- | -- | ---- | ---- | ---- | ---- | --- | --- | --- | --- | --- |
| 1992  | Los Angeles | 3  | 0  | 14.7 | .421 | .000 | .500 | 3.7 | .7  | .0  | .7  | 6.3 |
| 1993  | New Jersey  | 4  | 0  | 15.5 | .409 | .000 | .857 | 2.3 | .3  | .8  | .8  | 6.0 |
| 1995  | Houston     | 21 | 1  | 15.5 | .447 | .500 | .676 | 3.1 | .3  | .4  | .1  | 4.5 |
| 1996  | Houston     | 8  | 8  | 21.0 | .556 | .000 | .833 | 3.0 | .6  | .4  | .0  | 8.1 |
| 1998  | Atlanta     | 4  | 0  | 12.5 | .467 | .500 | .500 | 1.5 | 1.0 | .0  | .0  | 4.0 |
| 2002  | Sacramento  | 1  | 0  | 1.0  | .000 | .000 | .000 | 1.0 | .0  | .0  | .0  | .0  |
| Total | Total       | 41 | 9  | 15.9 | .469 | .400 | .714 | 2.8 | .5  | .4  | .2  | 5.3 |